# Украинское (Пологовский район)
Украинское (укр. Українське) — село,
Инженерненский сельский совет,
Пологовский район,
Запорожская область,
Украина.
Код КОАТУУ — 2324281906. Население по переписи 2001 года составляло 298 человек.

## Географическое положение
Село Украинское находится на правом берегу реки Конка,
выше по течению на расстоянии в 0,5 км расположено село Ивана Франко,
ниже по течению на расстоянии в 0,5 км расположено село Богатое,
на противоположном берегу — село Инженерное.

## История
- 1923 год — дата основания как хутор Украинский, затем переименовано в хутор Зелёное Поле.
- В 1956 году переименован в село Украинское.